# Dyskrasit
Dyskrasit, veraltet auch als Antimonsilber ist ein eher selten vorkommendes Mineral aus der Mineralklasse der „Sulfide und Sulfosalze“ mit der idealisierten chemischen Zusammensetzung Ag3Sb. Dyskrasit ist damit chemisch gesehen ein Silberantimonid, genauer eine legierungsartige Verbindung aus Silber und Antimon im Verhältnis 3 : 1. Als enge Verwandte der Sulfide werden die Antimonide in die gleiche Klasse eingeordnet.
Dyskrasit kristallisiert im orthorhombischen Kristallsystem und entwickelt nur selten gut ausgebildete Kristalle mit tafeligem bis prismatischem, zylindrischem oder pyramidalem Habitus und gestreiften, metallisch glänzenden Oberflächen. Ebenfalls bekannt sind pseudohexagonale Zwillingsbildungen. Meist findet er sich jedoch in Form blättriger oder körniger bis massiger Mineral-Aggregate. Frische Proben sind von silberweißer bis hellgelber Farbe, die allerdings mit der Zeit bleigrau bis schwarz anlaufen.
Mit einer Mohshärte von 3,5 bis 4 gehört Dyskrasit zu den mittelharten Mineralen und lässt sich trotz seiner Sprödigkeit mit dem Messer schneiden.

## Etymologie und Geschichte
Erstmals erwähnt wird das Mineral 1782 durch Torbern Olof Bergman (1735–1784) unter der Bezeichnung Argentum nativum antimonio adunatum.
In älteren deutschsprachigen Literaturen findet sich Dyskrasit unter verschiedenen Bezeichnungen, so unter anderem 1786 bei Bergrath Selb und 1796 bei Abraham Gottlob Werner als Spiesglanz-Silber und 1813 bei Friedrich Hausmann als Silberspiesglanz. Eine präzisere Bezeichnung erhält das Mineral 1821 durch Karl Cäsar von Leonhard und 1823 durch August Breithaupt, die es nach seiner Zusammensetzung als Antimon-Silber bzw. Silberantimon benennen.
Sein bis heute gültiger Name Dyskrasit leitet sich aus dem von François Sulpice Beudant 1832 geprägten Begriff Discrase nach dem griechischen Wort δνσκρᾶσις oder besser δνσκρασία für „schlechte Mischung“ ab, die sich auf den wechselnden Silbergehalt in der Verbindung bezieht.
Als Typlokalität gilt die Umgebung von Wolfach aufgrund der chemischen Analysen von Martin Heinrich Klaproth bzw. die Grube Wenzel bei Oberwolfach nach Analysen durch G. Markl und  J. Otto 1992 am dort vorgefundene Material.

## Klassifikation
In der veralteten 8. Auflage der Mineralsystematik nach Strunz gehörte der Dyskrasit zur Mineralklasse der „Sulfide und Sulfosalze“ und dort zur Abteilung „Legierungen (und legierungsartige Verbindungen) von Metallen mit den Halbmetallen As, Sb, Bi“, wo er gemeinsam mit Allargentum, Animikit, Huntilith und Maldonit in der „Huntilith-Dyskrasit-Gruppe“ mit der Systemnummer II/A’.02 steht.
Im zuletzt 2018 überarbeiteten „Lapis-Mineralienverzeichnis“, das sich im Aufbau noch nach der alten Form der Systematik von Karl Hugo Strunz richtet, erhielt das Mineral die System- und Mineralnummer II/A.02-020. In der „Lapis-Systematik“ entspricht dies ebenfalls der Abteilung [[Lapis-Systematik#Gruppe II/A|„Legierungen und legierungsartige Verbindungen“]], wo Dyskrasit zusammen mit Allargentum eine unbenannte Gruppe mit der Systemnummer II/A.02 bildet.
Auch die von der International Mineralogical Association (IMA) zuletzt 2009 aktualisierte 9. Auflage der Strunz’schen Mineralsystematik ordnet den Dyskrasit in die Abteilung „Legierungen und legierungsartige Verbindungen“ ein. Diese ist allerdings weiter unterteilt nach , so dass das Mineral entsprechend seiner Zusammensetzung in der Unterabteilung „Verbindungen von Halbmetallen mit Kupfer (Cu), Silber (Ag), Gold (Au)“ zu finden ist, wo es als einziges Mitglied die unbenannte Gruppe 2.AA.35 bildet.
In der vorwiegend im englischen Sprachraum gebräuchlichen Systematik der Minerale nach Dana hat Dyskrasit die System- und Mineralnummer 02.02.01.01. Das entspricht ebenfalls der Klasse der „Sulfide und Sulfosalze“ und dort der Abteilung „Sulfidminerale“. Hier findet er sich innerhalb der Unterabteilung „Sulfide – einschließlich Selenide und Telluride – mit der Zusammensetzung AmBnXp, mit (m+n) : p = 3 : 1“ in der „Dyskrasitgruppe“, in der auch Allargentum eingeordnet ist.

## Kristallstruktur
Dyskrasit kristallisiert orthorhombisch in der Raumgruppe Pm2m (Raumgruppen-Nr. 25, Stellung 3) mit den Gitterparametern a = 3,01 Å; b = 5,21 Å und c = 4,83 Å sowie einer Formeleinheit pro Elementarzelle.

## Bildung und Fundorte

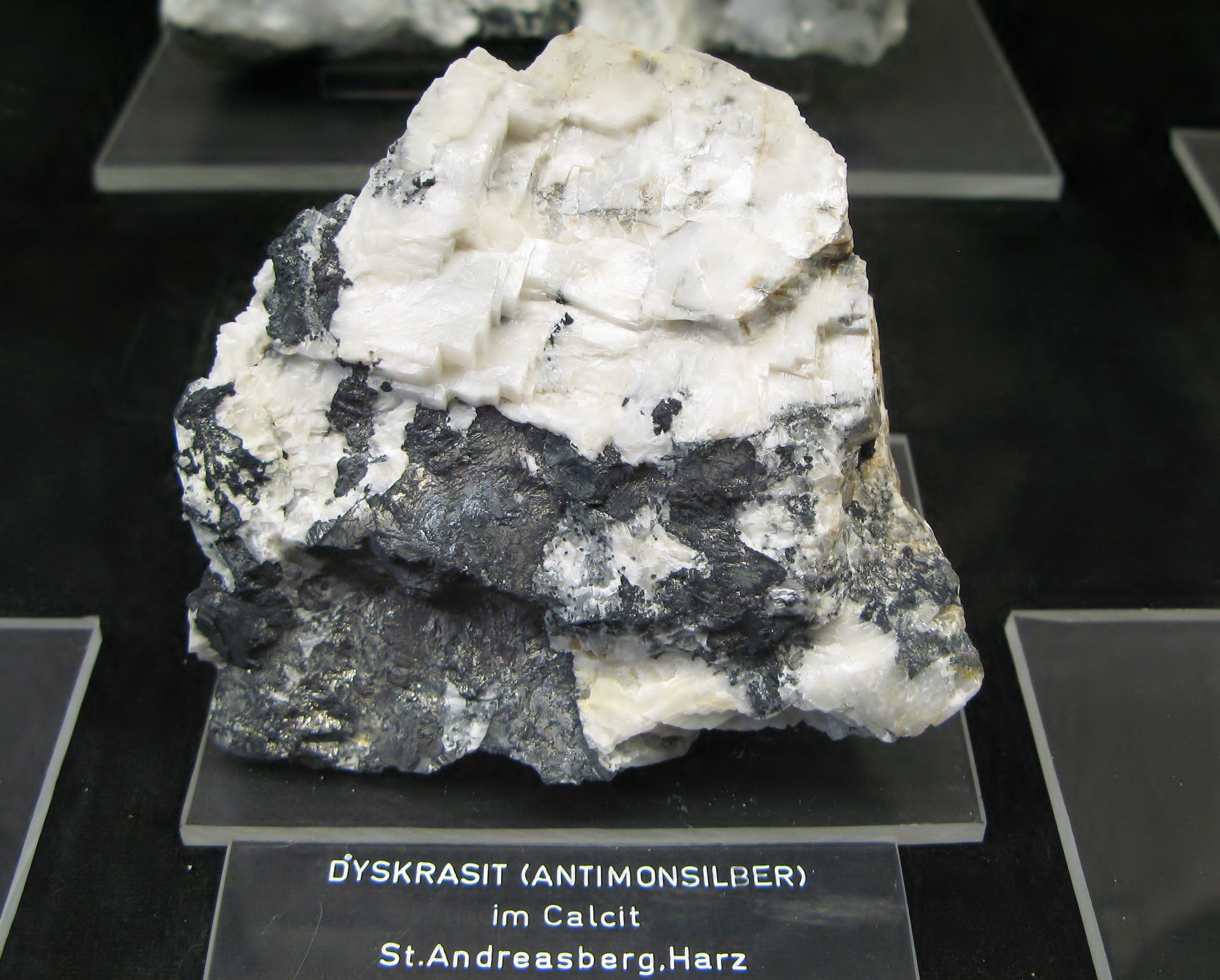
Dyskrasit (Antimonsilber) in Calcit aus Sankt Andreasberg im Harz (Ausgestellt im Mineralogischen Museum der Uni Bonn)

Dyskrasit bildet sich in hydrothermal in Erz-Gängen meist vergesellschaftet mit gediegen Silber und anderen Silbermineralen wie unter anderem Akanthit, Pyrargyrit und Stromeyerit sowie anderen Erzen wie Allemontit (Gemenge aus Stibarsen und gediegen Arsen bzw. Antimon), Baryt, Calcit, Galenit und Tetraedrit.
Als eher seltene Mineralbildung kann Dyskrasit an verschiedenen Fundorten zum Teil zwar reichlich vorhanden sein, insgesamt ist er aber wenig verbreitet. Weltweit sind bisher rund 200 Vorkommen für Dyskrasit dokumentiert (Stand 2023). Neben seiner Typlokalität Grube Wenzel bei Oberwolfach fand sich das Mineral in Deutschland noch ein einigen weiteren Stellen im Schwarzwald (Baden-Württemberg) sowie bei Sinatengrün und Lam in Bayern, in mehreren Gruben bei Sankt Andreasberg in Niedersachsen und einigen Stellen im sächsischen Erzgebirge.
Der einzige bisher bekannte Fundort in der Schweiz liegt nahe Böttstein, wo das Mineral bei einer von der NAGRA durchgeführten Bohrung gefunden wurde.
Bekannt für seine außergewöhnlichen Dyskrasitfunde ist vor allem die Uranlagerstätte Háje u Příbramě im tschechischen Okres Příbram, wo bis zu fünf Zentimeter große Kristalle und Zwillinge zutage traten.
Weitere Fundorte liegen unter anderem in Australien, Aserbaidschan, Bolivien, Bulgarien, Burkina Faso, Chile, China, Finnland, Frankreich, Georgien, Griechenland, Grönland, Indien, Italien, Kanada, Japan, Kasachstan, Madagaskar, Marokko, Mexiko, Namibia, Norwegen, Polen, Russland, Schweden, der Slowakei, Spanien, Südafrika, Tadschikistan, Usbekistan sowie den Vereinigten Staaten von Amerika (Alaska, Arizona, Colorado, Michigan, Nevada, New Mexico, Utah, Washington, Wisconsin).